# 危険物取扱者
危険物取扱者（きけんぶつとりあつかいしゃ、Hazardous Materials Engineer）は、消防法に基づく危険物を取り扱ったり、その取扱いに立ち会うために必要となる日本の国家資格である。また、一般にこの資格を持つ者のことも「危険物取扱者」と呼ぶ。
日本以外の多くの国にも、同様の制度・資格・規制が存在する。本項目では日本の制度について記述する。

## 概要
消防法及びその下位法令では、火災の危険性が高い物質をまとめて「危険物」として指定されている（詳細は危険物を参照）。この資格を持つ者は、その取り扱いを行うことができる。
危険物取扱者の資格保有を証明するため都道府県知事から「危険物取扱者免状」が交付される。資格取得のための試験は、原則として都道府県知事が行うことになっているが、総務大臣の指定する者に行わせることもできるとされている（都道府県知事が指定試験機関に試験を行わせる場合、当該都道府県において知事による試験は行われない）。現在、すべての都道府県で指定試験機関の一般財団法人消防試験研究センターが試験を行っている。

## 分類
甲種危険物取扱者
全ての種類の危険物の取扱いと立会いができる
乙種危険物取扱者
第1類～第6類のうち免状を交付されている類の危険物の取扱いと立会いができる
乙種第1類
酸化性固体（塩素酸カリウム、過マンガン酸カリウム、次亜塩素酸ナトリウムなど）
乙種第2類
可燃性固体（硫黄、赤リン、マグネシウムなど）
乙種第3類
自然発火性物質及び禁水性物質（ナトリウム、リチウム、黄リンなど）
乙種第4類
引火性液体（ガソリン、灯油、軽油、エタノールなど）
乙種第5類
自己反応性物質（ニトログリセリン、トリニトロトルエン、アジ化ナトリウムなど）
乙種第6類
酸化性液体（過酸化水素、硝酸など）
丙種危険物取扱者
第4類に属する危険物のうちガソリン、灯油、軽油、第3石油類（重油、潤滑油及び引火点130度以上のものに限る）、第4石油類及び動植物油類のみ取扱いができる。丙種の有資格者による立会いはできない。丙種危険物取扱者は、定期点検を行う事ができる。
甲種か乙種の該当する類の有資格者が作業に立ち会えば、無資格者も危険物の取扱いができる。セルフ式ガソリンスタンドの運用はこれを利用して成立している。そのため、セルフスタンドでは、たとえ深夜帯などで一見無人に見える状態であったとしても、実際には事務所内のモニターカメラなどを用いて甲種か乙種第4類の危険物取扱者の有資格者による遠隔監視が常時行われている。これにより、危険が発生すれば遠隔操作でバルブ閉鎖などの措置を取ることを可能とするシステムが構築されている。丙種の有資格者は自身による取扱いのみが認められており、無資格者による取扱いへの立会いはできない。
危険物取扱者の中でも、乙種第4類（俗に「乙4（おつよん）」と通称される）は取得者数が突出して多い。これは乙種第4類がガソリンスタンドの運用やガソリンスタンドにガソリンなどを移送するタンクローリー（移動タンク貯蔵所）の乗務、製造工場で広範に利用される有機溶剤・燃料・潤滑油などの取り扱いに不可欠な資格の1つであることから社会的需要が高い一方で、学歴や実務経験なども問われずに誰でも受験・取得可能なことが関係している。丙種でもガソリンスタンドの店員レベルの業務や、ガソリンや軽油など、ごく一部の危険物を積載したタンクローリー乗務は可能だが、企業が求人の際、乙種第4類取得者であることを条件とすることが多い。

## 試験

### 概略
試験は消防法に基づく国家試験として、都道府県知事から委託を受けた各都道府県の消防試験研究センター支部（東京都は中央試験センター）が実施している。都道府県毎に日程は異なるが年間2-6回程度の試験機会が設定されており、受験者の多い乙種第4類だけは東京都でほぼ毎週行われている。
受験地の制限はなく、居住地以外の都道府県で受験することも可能である。このため、実施回数の少ない県の住民が、資格取得を急いで実施回数の多い、あるいは直近の日程で試験が開催される他の都道府県で受験するということもごく当たり前に見られる。ただし、合格した場合の免状申請先は受験地の都道府県知事となり、手数料として貼付する道府県収入証紙も受験地のものが必要になるので注意が必要である。受験会場には主に大学・高校の教室、会館・ホール・商工会議所や消防本部の会議室・講堂などが利用されるが、場所によっては上履きを持参する必要がある。

甲種は受験資格の制限があるが、乙種・丙種は誰でも受験できる。乙種第1類から第6類まで全ての試験に合格すれば、甲種取扱者と同様に全ての危険物を取り扱えるため、甲種の受験資格を持たない者が乙種全類取得を目指すケースもある（甲種と乙種全類は扱える危険物の範囲は同じであるが、それ以外の点では違いがある）。
また、甲種合格を目指す前のステップとして乙種全類合格を目指す者も見られる。
試験は3科目あり、所定の時間内に全ての科目を受験する（受験者が自由に時間配分できる）。乙種および丙種の試験では、既所持資格などにより一部科目の免除制度がある（後述）。
乙種の試験において特徴的なこととしては、乙種第4類について、受験者数と資格取得者数がいずれも突出して多い一方、合格率が約3割前後とこれも突出した低さであることが挙げられ、パーセンテージだけを単純に一見した場合、むしろ甲種試験にも近い様相を呈している（詳細は合格率の節を参照）。地域によっては受験者数の多さや受験会場の規模の都合などから乙種第4類のみの試験日を設けることや、同一日であっても午前･午後などで時間帯を分けたり、乙種第4類のみ別枠で時間を設定することがある。
甲種の試験は乙種全6類の試験内容が横断的・複合的に出題される。また、「物理学及び化学」の難易度も乙種の試験より高い。

### 合格点
合格点は、科目免除の有無に関わらず受験する全ての科目それぞれの正解が60%以上あることである。この場合、免除された科目・問題は正解率算出の分母・分子には含まれず、実際に解答範囲となった部分のみで正解率が計算される。

### 受験資格

#### 甲種危険物取扱者
- 「大学等卒」大学等（大学、短期大学、高等専門学校又は専修学校、大学、短期大学、高等専門学校、高等学校又は中等教育学校の専攻科、外国における大学等、防衛大学校、職業能力開発総合大学校、職業能力開発大学校、職業能力開発短期大学校、国立工業教員養成所、その他）において化学に関する学科等を卒業した者
- 「15単位」大学等（大学、短期大学、高等専門学校、大学院又は専修学校、大学、短期大学又は高等専門学校の専攻科、防衛大学校、防衛医科大学校、職業能力開発総合大学校、職業能力開発大学校、職業能力開発短期大学校、水産大学校、海上保安大学校、気象大学校、外国における大学等、その他）において化学に関する授業科目を15単位以上修得した者
- 「実務2年」乙種危険物取扱者免状の交付を受けた後、危険物製造所等における危険物取扱の実務経験が2年以上の者
- 「4種類」次の4種類以上の乙種危険物取扱者免状の交付を受けた者
  1. 第1類又は第6類（酸化性固体又は酸化性液体）
  2. 第2類又は第4類（可燃性固体又は引火性液体）
  3. 第3類（自然発火性物質及び禁水性物質）
  4. 第5類（自己反応性物質）
- 「学位」修士、博士の学位を授与された者で化学の事項を専攻した者（外国の同学位も含む）。
- 上記に準ずる者として消防庁長官が定める者（専門学校卒業程度検定試験に合格した者であって、化学に関する学科又は化学に関する授業科目を15単位以上含む学科について合格した者）

このうち「4種類」の受験資格は、2008年4月の消防法令改正により新設されたものである。改正前は学歴要件（「大学等卒」、「15単位」または「学位」）もしくは「実務2年」しか存在せず、特殊な事例を除いて高校生以下が受験することは不可能であったが、2008年4月に「4種類」の受験資格が加えられたことにより、高校生以下も受験することが可能になった。実際に、法令改正施行後4か月間（2008年4月から7月末まで）に実施された甲種の試験で高校生14名が合格しているほか、2012年10月に史上最年少で乙種全類に合格したことで「4種類」の条件を満たした東京都の小学2年生（当時）が同年12月に史上最年少で甲種にも合格している。

#### 乙種危険物取扱者
誰でも受験できる。既に取得している資格によって一部科目の免除がある。
史上最年少での全類合格者としては、2012年、東京都千代田区に住む小学2年生の男児が乙種の1類から6類までに合格したとしてその記録を持っている。なお、女性最年少記録者として愛知県に住む当時小学3年の女児が2012年に乙種全類を取得している。受験者数が最も多い乙種4類においては、2020年に岡山県倉敷市に住む小学1年生の女児が合格し、最年少記録となっている。

#### 丙種危険物取扱者
誰でも受験できる。消防団員として一定の条件を満たした者については一部科目の免除がある。

### 試験手数料
危険物取扱者試験手数料の額は、地方公共団体の手数料の標準に関する政令（平成12年政令第16号）により規定されているため、いずれの都道府県知事が施行する試験かにかかわらず同一である。以下の額は2024年5月1日以降の受験申請時について適用。
- 甲種 7,200円、乙種 5,300円（複数類同時受験の場合も類ごとに）、丙種 4,200円
- インターネット願書、科目の全部または一部設問の試験免除による減額制度なし。

### 試験内容
甲種、乙種、丙種ともマークシート方式で試験が行われる。いずれの種の試験においても、一定時間が経過したら、試験官に問題用紙と解答マークシートを渡し、途中退室が可能。なお、途中退室しなかった場合でも、問題用紙は回収される。
また、問題用紙を持ち出したり、抜き取ったりするなどの行為はできない。持ち出した場合は、失格となる。不正行為とみなされ、合格発表後でも、無効となる。

#### 甲種危険物取扱者試験
5肢択一で、試験時間は150分
- 危険物に関する法令：15問
- 物理学及び化学：10問
- 危険物の性質並びにその火災予防及び消火の方法：20問

#### 乙種危険物取扱者試験
5肢択一で、試験時間は120分
- 危険物に関する法令：15問
- 基礎的な物理及び基礎的な化学：10問
- 危険物の性質並びにその火災予防及び消火の方法：10問

#### 丙種危険物取扱者試験
4肢択一で、試験時間は75分
- 危険物に関する法令：10問
- 燃焼及び消火に関する基礎知識：5問
- 危険物の性質並びにその火災予防及び消火の方法：10問

### 試験科目一部免除について
1. 既に乙種の一部の類の免状を所持する者が未取得の乙種の他の類を受験する場合は、試験科目の「危険物に関する法令」と「基礎的な物理学及び基礎的な化学」の全部の問題が免除となり、試験時間は35分となる。途中退室は一切不可。
2. 火薬類製造保安責任者または火薬類取扱保安責任者の免状を所持している者が乙種第1類あるいは乙種第5類を受験する場合は、試験科目の「基礎的な物理学及び基礎的な化学」のうち6問と「危険物の性質並びにその火災予防及び消火の方法」のうち5問が免除されてそれぞれ4問と5問となり、「危険物に関する法令」15問とあわせて試験時間は90分となる（上記の1,2両方の免除条件を満たす場合は、それらの対象部分は全て免除され、試験科目は「危険物の性質並びにその火災予防及び消火の方法」前半5問だけとなる。試験時間は35分で途中退室は一切不可。）。
3. 丙種は「5年以上消防団員として勤務し、かつ消防学校の教育訓練のうち基礎教育、普通教育または専科教育の警防科を卒業した者」の場合「燃焼及び消火に関する基礎知識」の試験科目が免除され、試験時間は60分となる。

なお、甲種には科目・問題の一部免除の制度はなく、またどの様な受験資格で受験しても同じ量の問題が出題される。

### 乙種の複数類同時受験
乙種の一部の類の免状所持者が他類の受験を希望する場合は、都道府県によっては同一試験日に最大5つの類までを同時受験できる（東京都、山口県等では4類を除いて2種類まで、北海道、群馬県、神奈川県、京都府、大阪府等では4類を除いて3種類まで、鳥取県では自分の所持する類を除いた4種類まで、高知県では自分の所持する類以外を最大5種類まで同時受験が可能）。しかし複数類同時受験ができない県もある（福岡県など）。
詳細については「一般財団法人 消防試験研究センター」の各都道府県支部の受験案内を参照されたい。

### 合格率
試験の受験者・合格者の人数及び合格率は、一般財団法人消防試験研究センターが公式ウェブサイト内の「最新の試験実施状況」の項目で公開している。
これによれば、数字は多少前後するが、甲種と乙種第4類は約3割前後、乙種第1・2・3・5・6類は約6割台の合格率となっている。
合格率の数字で見る限り、乙種の中では第4類のみ合格率が突出して低いことが常態化している。これは第4類は需要が突出して多い資格であり、乙種第4類単体での取得を希望する者が多く、その中には、不合格のために複数回にわたり受験を繰り返す者も多く、そのために生じる数字上のカラクリで、別に乙種の中で第4類の試験内容だけが甲種並みに難しいというわけではない。また、乙種の危険物取扱者試験を取り扱う問題集が、一般財団法人全国危険物安全協会が販売している例題集も含めて、「乙種第4類」向けと「乙種第1・2・3・5・6類（一部科目免除対象者）」向けという形で分割されているものが大半であることから、乙種の複数類取得や「4種類」での甲種受験を志すにしても、最初にまず乙種第4類で全科目を受験し、これを合格後に後述の一部科目免除を利用して他の類を受験するという“攻略法”が一般的で、科目一部免除の特典がなく全科目を受験する者がほとんどを占めているためである。また、他の類がまず必要という場合でも、第4類は一般的に需要が高い資格であるため、とりあえずついでに取っておいて損はないという考え方も幅広く存在する。逆に、乙種1・2・3・5・6類では多くの受験者が第4類を先に合格し上述の科目一部免除を受けて受験しており、第4類よりも合格率が高くなる傾向がある。

### その他
- 工業高等学校のジュニアマイスター顕彰制度において、危険物取扱者試験の合格者には、合格した試験の区分に応じてポイントが付与される[11]。甲種の合格者には20ポイントが、乙種第4類の合格者には4ポイント、乙種1・2・3・5・6類および丙種の合格者には2ポイントが付与される。

## 危険物取扱者保安講習
危険物取扱作業に従事している有資格者（後述の保安監督者も含む）は、都道府県知事、あるいは「総務大臣が指定する講習機関」が行う保安講習を3年に1回受ける必要がある。但し大臣指定講習機関がこれまで実在しておらず、いずれの都道府県においても知事が施行している（東京都は内部機関である東京消防庁が実施しているが、それ以外は講習事務の一部を道府県単位の危険物安全協会等へ委託する形式）。実務に就いていない場合は受講の義務はないが受講することは可能。
実務に就いていなかった者が従事することになった場合は、その日から1年以内に受講する必要がある。ただし、以前に保安講習を受けたことがある場合は、受講日以降最初の4月1日から間隔が3年を超えないように受講すればよい。また、新たに免状の交付を受けて従事することになった場合も、交付日以降最初の4月1日から3年以内に最初の保安講習を受ければよい。
継続して危険物取扱作業に従事している者
前回受講を受けた日以降、最初の4月1日から3年以内
新たに従事する者または再び従事することとなった者
従事することになった日から1年以内
新たに従事する者で、過去2年以内に免状交付または講習を受けている者
免状交付日または前回講習受講日以降、最初の4月1日から3年以内
講習開催時期は都道府県ごとに年2回から毎月まで大きく異なるが、基本は給油取扱所従業者とその他の従事者の2種類のうち、どちらか該当するほうを受講する。石油コンビナート等災害防止法における特别防災区域を有する道府県ではその種別の講習を加えている事が多く、さらに大阪府は化学工場、タンクローリーといった種別も設けている。また石油コンビナート等特别防災区域がない東京都は給油取扱所以外の講習を貯蔵形式などにより4種類に細分し開催。講習は3時間、知事が行う講習の受講料は、試験手数料と同じ政令に規定があり全国一律の4,700円と定めている。
なお、講習義務のある者が保安講習を怠ると免状の返納命令の対象となる。

## 免状

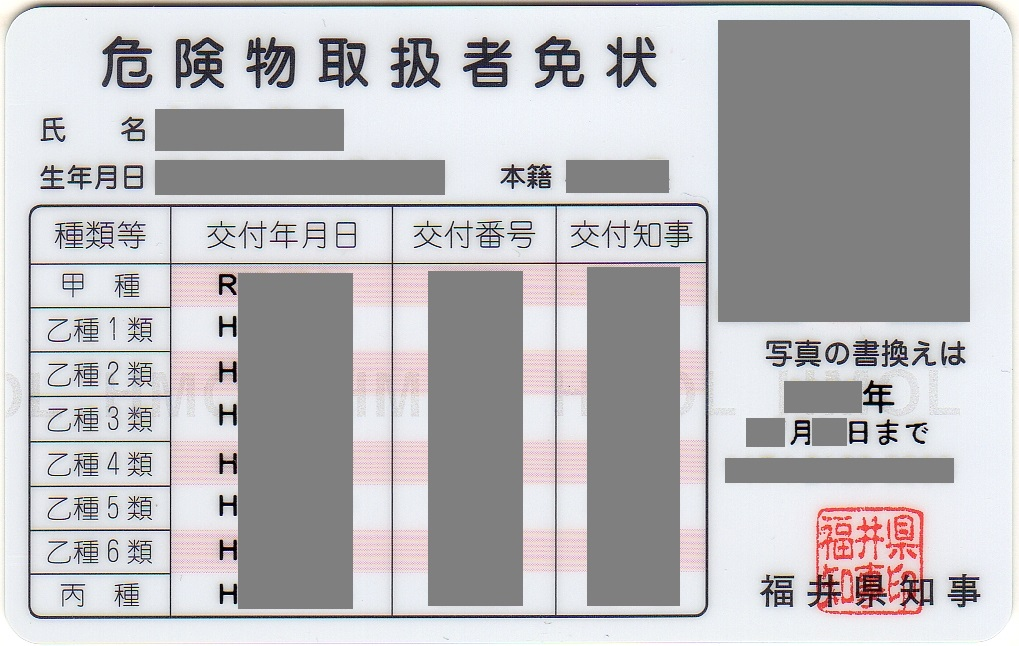
危険物取扱者免状

甲種・乙種（1類～6類）・丙種に分かれ、消防試験研究センターが実施する試験に合格した者に、申請により都道府県知事から交付される。申請に関する窓口事務については、消防試験研究センターの道府県支部および中央試験センター（東京都）に委託されている。
運転免許証やクレジットカードと同じ、縦5.4cm×横8.5cmのカード型で、表面には氏名、生年月日、本籍地の都道府県（危険物取扱者資格は外国籍の者も取得可能であり、この場合は本籍欄は「外国籍」となる）、顔写真および写真書換期限、交付した都道府県知事の公印、種類ごとの交付年月日・交付番号・交付知事欄が設けられている。裏面には、危険物取扱者講習の受講状況記入欄が設けられている。

## 危険物保安監督者
- 意義
  - 政令に定める製造所等の所有者等は危険物の取扱い作業に関し、その危険物の取扱いのできる危険物取扱者の中から危険物保安監督者を選任し、保安の監督をさせなければならないこととなっている。危険物保安監督者を選任した時は、速やかに、市町村長に届けなければならず、解任した時も同様に行う。
- 資格
  - 甲種または乙種危険物取扱者で製造所等において6ヶ月以上危険物取扱いの実務経験を有する者[注 5]。
- 業務
  - 製造所等の所有者等が危険物保安監督者に行わせなければならない業務は次の通りである。
    - 1. 危険物取扱作業場所での作業者に対して、貯蔵、取扱いに関する基準、予防規程等に定める保安基準に適合するように必要な指示を与えること。
    - 2. 火災等発生時に作業者を指揮して応急処置を講ずることと直ちに消防機関へ通報すること。
    - 3. 危険物施設保安員を置く施設の場合は危険物保安員への必要な指示をし、危険物施設保安員を置かない施設の場合は次の業務を行うこと。
      - ア. 構造、設備の技術上の基準に適合するよう施設の維持のための定期点検及び臨時点検の実施、記録及び記録の保存をする。
      - イ. 施設の異常を発見した場合の連絡及び適当な措置を行う。
      - ウ. 火災の発生又はその危険が著しい時の緊急措置をする。
      - エ. 計測装置、制御装置、安全装置等の機能保持のための保安管理をする。
      - オ. その他施設の構造及び設備の保安に関し必要な業務

    - 4. 火災等の災害防止のため隣接危険物施設等の関係者との連絡を保つこと。
    - 5. 前記の他、危険物取扱作業者の保安に関し必要な監督業務を行うこと。
- 解任命令
  - 市町村長等は、危険物保安監督者が消防法あるいは消防法に基づく命令の規定に違反した時、又はその業務を行わせることが公共の安全の維持もしくは災害の発生防止に支障を及ぼす恐れがあると認める時は、製造所等の所有者、管理者又は占有者に対し、危険物保安監督者の解任を命ずることができる。

## 危険物保安統括管理者
- 意義
  - 大量の危険物を貯蔵し、取扱う製造所等は、統合的な保安管理を充実し効果的な保安の活動体制をとる必要がある。指定数量が3000倍以上の第4類の危険物を取扱う事業所の内、一定以上の規模のものについては、事業所全般における危険物の保安に関する業務を統括・管理する者、いわゆる危険物保安統括管理者を定めて、速やかに届け出ることが義務付けられている。また、解任した時も同様に届け出なければならない。
- 資格
  - 危険物保安統括管理者は、その事業所の事業に関して統括責任を有する者であるが、危険物取扱者である必要はない。
- 業務
  - 危険物保安統括管理者は、その事業所における危険物及び危険物施設の保安業務を統括的に管理し、事業所全体としての安全を確保するものである。
- 解任命令
  - 市町村長等は、危険物保安統括管理者が消防法あるいは消防法に基づく命令の規定に違反した時、又はその業務を行わせることが公共の安全の維持もしくは災害の発生防止に支障を及ぼす恐れがあると認める時は、製造所等の所有者、管理者又は占有者に対し、危険物保安統括管理者の解任を命ずることができる。

## 危険物施設保安員
- 意義
  - 指定数量の100倍以上の製造所若しくは一般取扱所又は移送取扱所のうち、総務省令で定めるもの以外の製造所等において危険物保安監督者の下で、その構造及び設備に係る保安業務を行う者であり、その製造所等の所有者、管理者又は占有者にその選任が義務付けられている。法令上、危険物施設保安員を選任もしくは解任した時の届出については特に定められていないが、各消防本部や市町村等が定める危険物規制規則等の条例により届出を義務付けていることが多いので管轄の消防署に確認が必要である。
- 資格
  - 選任されるに当っては特に資格は必要とせず、危険物取扱者である必要もない。
- 業務
  - 製造所等の所有者等が危険物施設保安員に行わせなければならない業務は次の通りである。
    - 1. 施設の維持のための定期点検、臨時点検の実施、記録及び記録の保存
    - 2. 施設の異状を発見した場合の危険物保安監督者等への連絡の措置
    - 3. 火災が発生した時又は火災発生の危険が著しい場合の応急措置
    - 4. 計測装置、制御装置、安全装置等の機能保持のための保安管理
    - 5. 上記の他、施設の構造、設備の保安に関し必要な業務

## 甲種危険物取扱者有資格者であることで得られる資格
危険物保安監督者に選任された者で甲種危険物取扱者免状の交付を受けている者は、防火管理講習・防災管理講習を受けなくても甲種防火管理者および防災管理者の資格を有するものとして認められる。また、一定規模以上の特定防火対象物の甲種防火管理者における甲種防火管理再講習および防災管理者における防災管理再講習を受講する義務もない。

甲種危険物取扱者の資格を持つ者で、現役の陸上自衛隊・航空自衛隊の自衛官は、指定された特技に限り技術陸曹・空曹（2等陸曹・空曹）の任用資格がある。
かつて甲種危険物取扱者の資格を持つ者は、技術士一次試験の一部科目が免除されたが、2012年以降は共通科目が廃止となったため、現在はこの特典は存在しない。
上記の措置の対象はいずれも甲種危険物取扱者のみであり、乙種および丙種危険物取扱者に対するこのような措置はない。乙種全類の有資格者であることをもって甲種有資格者に代えることもできない。

## 歴史
- 1917年（大正6年）8月2日 - 大阪府危険物品取締規則（大阪府令第43号）制定。危険物品の貯蔵場に取扱主任者を置き届け出ることとした。
- 1920年（大正9年）8月30日 - 兵庫県危険物品取締規則（兵庫県令第68号）制定。危険物品の貯蔵所に県庁で技能認定した管理人を置くこととし、その立ち会いがない限り危険物の取り扱いを禁じた。
- 1925年（大正14年）2月14日 - 危険物取締規則（警視庁令第5号）制定。危険物の大量貯蔵所において、実業学校で化学を修めたかこれに相当する者を監理人として届け出ることとし、その立ち会いがない限り危険物の取り扱いを禁じた。
- 1936年（昭和11年）1月1日 - 大阪府危険物品取締規則の改正（昭和10年大阪府令第87号）により、危険物品取扱主任者の免状に甲種と乙種が設けられた。甲種は工業学校で化学を修めた者、薬剤師、試験の合格者などで、全ての危険物品の取り扱いができるのに対し、乙種は特定の危険物品のみの取り扱いについて試験の合格者に免状を出した。
- 1948年（昭和23年）7月24日 - 消防法（法律第186号）制定。危険物の貯蔵所において、市町村条例で定める資格を備えた取扱主任者を定めることとし、その立ち会いがない限り危険物の取り扱いを禁じた。
- 1959年（昭和34年）4月1日 - 消防法の一部を改正する法律（昭和34年法律第86号）により、従前は市町村条例に基づいていた危険物に関する規制を、全国で統一的なものに変えた。この際、取扱主任者を危険物取扱主任者に改称し、都道府県知事の行う危険物取扱主任者試験に合格した者に免状を交付、交付を受けている者を危険物取扱主任者として事業者が選任することとした。制度上、免状を交付されていても、事業者から取扱主任者に選任されなければ危険物の取り扱いができなかった。甲種と乙種があり、その区分は現行とほぼ同様である。
- 1971年（昭和46年）6月1日 - 消防法の一部を改正する法律（昭和46年法律第97号）により、従前の危険物取扱主任者を危険物保安監督者と危険物取扱者とに分離。資格としては危険物取扱主任者を危険物取扱者と改称し、免状の交付を受ければ危険物の取り扱いができるようにし、保安講習制度を設けた。一方、事業者は免状交付を受けている者のなかから危険物保安監督者を選任し市町村長等に届け出ることとなった。また甲種と乙種に加えて、灯油販売業者やタンクローリー運転手などを想定した丙種が定められた。
- 1988年（昭和63年）5月24日 - 消防法の一部を改正する法律（昭和63年法律第55号）により、乙種危険物取扱者の受験資格から実務経験が削除され、代わりに危険物保安監督者の選任要件に実務経験が加わった。